# Oro-fazio-digitales Syndrom Typ 8
Das Oro-fazio-digitales Syndrom Typ 8 oder OFD VIII ist eine sehr seltene angeborene Erkrankung mit einer Kombination von Fehlbildungen der Zunge, Lippenspalte, Hypertelorismus, Skelettfehlbildungen wie Polydaktylie, Kleinwuchs sowie Neigung zu Atemwegsinfekten und gehört zu den Oro-fazio-digitalen Syndromen.
Synonyme sind: Oro-fazio-digitales Syndrom vom Edwards Typ; Edwards-Syndrom; OFD8
Die Namensbezeichnung bezieht sich auf die Erstbeschreibung aus dem Jahre 1988 durch die Ärzte Matthew Edwards, Des Mulcahy und Gillian Turner.
Das Syndrom ist nicht zu verwechseln mit dem Edwards-Syndrom (Trisomie 18).

## Verbreitung und Ursache
Die Häufigkeit wird mit unter 1 zu 1.000.000 angegeben, bislang wurde eine Familie beschrieben. Die Vererbung erfolgt vermutlich X-Chromosomal-rezessiv. Die Ursache ist bislang nicht bekannt.

## Klinische Erscheinungen
Klinische Kriterien sind:
- Manifestation im Kleinkindes- oder Neugeborenenalter
- Gesichtsdysmorphien mit gelappter Zunge, medianer Oberlippenspalte, auffälliger Nasenspitze, Hypertelorismus
- beidseitiger Polydaktylie, Fehlbildungen der Tibia und/oder des Radius, gedoppelte Großzehen
- Kleinwuchs
- Hypoplasie der Epiglottis
- Neigung zu Atemwegsinfektionen.

## Differentialdiagnose
Abzugrenzen sind andere Formen des Oro-fazio-digitalen Syndromes.